# Karl Forster (Theologe)
Karl Forster (* 27. Januar 1928 in Amberg; † 23. November 1981 in Augsburg) war ein deutscher römisch-katholischer Theologe. Er war Gründungsdirektor der Katholischen Akademie in Bayern, erster Sekretär der Deutschen Bischofskonferenz und Professor für Pastoraltheologie in Augsburg.

## Leben
Karl Forster war der Sohn von Karl und Katharina Forster; sein Vater leitete die staatliche Fachschule für Maschinenbau in Amberg. Nach dem Umzug der Familie nach Landshut 1929 legte Karl Forster dort 1946 sein Abitur ab. Nach einem Studium der Philosophie von 1946 bis 1948 an der Philosophisch-Theologischen Hochschule in Freising studierte er bis 1952 Theologie an der Universität München. Hier wurde er aktives Mitglied des K.St.V. Ottonia München im KV. 1949/50 war er AStA-Vorsitzender und Landesvorsitzender der bayerischen Studentenschaften. 1949 verfasste eine von der Fakultät ausgeschriebene Preis-Arbeit Die Verteidigung der Lehre des hl. Thomas von der Gottesschau durch Johannes Capreolus, für die er den Preis der Theologischen Fakultät erhielt und die auch als Dissertation angenommen wurde. 1952 schloss er mit dem Synodalexamen und der Promotion zum Dr. Theol. sein Studium ab. Es folgten 1952 bis 1953 die pastoral-praktische Ausbildung und die Vorbereitung auf die Priesterweihe im Priesterseminar Freising.
Im Jahr 1953 wurde Forster im Dom zu Freising von Joseph Kardinal Wendel, dem Erzbischof von München und Freising, zum Priester geweiht. Anschließend arbeitete er als Kaplan in Tuntenhausen und Miesbach, dann als Assistent bei Michael Schmaus am Grabmann-Institut in München. Daneben war er als Religionslehrer, Schwesternseelsorger und Leiter des Studentenheims Jakob-Balde-Haus tätig. Er begann im Fach Dogmatik ein Habilitationsprojekt Über den Weisheitsbegriff des hl. Augustinus.
Kardinal Wendel berief Forster 1957 (auch unter Mitwirkung von Michael Schmaus und Romano Guardini) zum Gründungsdirektor der Katholischen Akademie in Bayern. Karl Forster initiierte 1958 die Gründung der Landesorganisation katholischer Erwachsenenbildung in Bayern, ebenso den Bau des 1962 in Schwabing eröffneten Kardinal-Wendel-Hauses als Tagungszentrum der Akademie. Er engagierte sich für die Gründung der Kommission für Zeitgeschichte (1962), für Hochschulkreise in den bayerischen Universitätsstädten und knüpfte für die Akademie Auslandskontakte nach Rom, Paris und in die USA.
Forster wurde am 15. Februar 1960 in München von dem Ehrengroßprior Joseph Kardinal Wendel in den Ritterorden vom Heiligen Grab zu Jerusalem investiert und zum Prior der Komturei in München ernannt. Im Oktober 1960 erfolgte die Ernennung zum Geistlichen Zeremoniar der Bayerischen Ordensprovinz.
Auf Vorschlag von Julius Kardinal Döpfner, seit 1961 Erzbischof von München und Freising, wählte ihn die Deutsche Bischofskonferenz 1967 zu ihrem ersten Sekretär. In dieser Aufgabe beriet und unterstützte er die Bischofskonferenz u. a. in Fragen der pastoralen Koordination, in kirchenpolitischen Aufgaben, der Zusammenarbeit mit den Dienststellen der evangelischen Kirche, der Förderung der Weltmission und der kirchlichen Entwicklungsarbeit.
Im Jahr 1971 übernahm Forster den Lehrstuhl für Pastoraltheologie an der neu errichteten Universität Augsburg. Dort führte er Forschungsprojekte durch, wie über die Einstellung deutscher Katholiken zu weltkirchlichen Aufgaben, oder die Gesellschaftsverantwortung der Kirche und der Katholiken.
Karl Forster starb unerwartet durch einen Herzinfarkt in Augsburg am 23. November 1981 auf dem Weg zu einer Vorlesung. Er wurde am 27. November auf dem Friedhof am Perlacher Forst in München begraben.

## Mitarbeit in Gremien
- ASTA-Vorsitzender der Universität München und
- Landesvorsitzender der Bayerischen Studentenschaft (1949 bis 1950)
- Vorsitzender der Landesarbeitsgemeinschaft für Katholische Erwachsenenbildung in Bayern und Vorstandsmitglied der Bundesarbeitsgemeinschaft für Katholische Erwachsenenbildung (1958 bis 1967)
- Diözesanbeauftragter für die kirchlichen Sendungen in Hörfunk und Fernsehen (1958 bis 1968)
- Vertreter der Katholischen Kirche im Rundfunkrat des Bayerischen Rundfunks (1960 bis 1962 und 1968 bis 1981)
- Vertreter der Katholischen Kirche im Fernsehrat des ZDF (1962 bis 1968).

## Auszeichnungen
- 1960: Ritterorden vom Heiligen Grab zu Jerusalem
- 1968: Päpstlicher Ehrenprälat
- 1969: Bayerischer Verdienstorden

## Veröffentlichungen (in Auswahl)
- Die Verteidigung der Lehre des Heiligen Thomas von der Gottesschau durch Johannes Capreolus, (Von der theologischen Fakultät der Ludwig-Maximilians-Universität München preisgekrönte Schrift), (= Münchener theologische Studien, 2., Systematische Abteilung, Band 9); (Dissertation München, Theologische Fakultät, vom 5. Juli 1952). München 1955.
- mit Karl Fröhlich, Georg Waldmann:, Zeichen und Botschaft. Die Eucharistie in der Verkündigung unserer Tage. Predigten, (= Pfeiffer-Werkbücher, Band 22), München 1961.
- mit Michael Schmaus: Der Kult und der heutige Mensch, München 1961.
- Religion als Fundament unseres Daseins Referat auf der Vertreterversammlung des KV 1961 – KV-Sonderdrucke 1961
- (Hrsg.): Möglichkeiten und Grenzen für die Bewältigung historischer und politischer Schuld in Strafprozessen (= Studien und Berichte der Katholischen Akademie in Bayern, Heft 19), Würzburg 1962
- Julius Cardinal Doepfner (= Men who make the Council, Nummer 13), Notre Dame 1965, Julius Kardinal Döpfner (engl.), (erschien deutsch in: Männer des Konzils, Würzburg 1965).
- (Hrsg.): Akademische Feier zum 80. Geburtstag von Romano Guardini, Würzburg 1965, (= Akademievorträge, Heft 5)
- (Hrsg.): Befragte Katholiken, zur Zukunft von Glaube und Kirche. Auswertungen und Kommentare zu den Umfragen für die Gemeinsame Synode der Bistümer in der Bundesrepublik Deutschland, Freiburg i. Br., Basel, Wien 1973, ISBN 3-451-16744-1.
- (Hrsg.): Priester zwischen Anpassung und Unterscheidung. Auswertungen und Kommentare zu den im Auftrag der Deutschen Bischofskonferenz, durchgeführte Umfragen unter allen Welt- und Ordenspriestern in der Bundesrepublik Deutschland, Freiburg (im Breisgau), Basel, Wien 1974, ISBN 3-451-17001-9.
- (Hrsg.): Vergebung, Versöhnung, Friede (= Theologie interdisziplinär, Band 2), Donauwörth 1976, ISBN 3-403-00588-7.
- (Hrsg.): Religiös ohne Kirche? Eine Herausforderung für Glaube und Kirche, (hrsg. im Auftrag des Zentralkomitees der deutschen Katholiken, erarbeitet von der Kommission 8 „Pastorale Grundfragen“ des Zentralkomitees der deutschen Katholiken), (= Topos-Taschenbücher, Band 66), Mainz 1977, ISBN 3-7867-0661-1.
- Zum Fall Küng, Fragen und Antworten. Donauwörth 1980, ISBN 3-403-01079-1.
- Glaube – Kirche – Politik. Zur Rolle des christlichen Glaubens und des geistlichen Amtes in politischen Auseinandersetzungen (= Kirche und Gesellschaft, Band 84), Köln 1981, ISBN 3-7616-0629-X.
- mit Gerhard Schmidtchen, Glaube und Dritte Welt. Ergebnisse einer Repräsentativumfrage über weltkirchliche Aufgaben und die Motive deutscher Katholiken (= Entwicklung und Frieden. Wissenschaftliche Reihe, Band 27), München, Mainz 1982, ISBN 3-459-01474-1 und ISBN 3-7867-1019-8.
- Glaube, Kirche, pastoraler Dienst (= Glaube und Kirche im Dialog mit der Welt von heute, Band 1), Würzburg 1982, ISBN 3-429-00819-0.
- Kirche und Welt (= Glaube und Kirche im Dialog mit der Welt von heute, Band 2), Würzburg 1982, ISBN 3-429-00820-4.
- Das Wort verkünden, Würzburg 1984, ISBN 3-429-00885-9.